# Physalis repens
Physalis repens är en potatisväxtart som beskrevs av Takenoshin Nakai. Physalis repens ingår i släktet lyktörter, och familjen potatisväxter. Inga underarter finns listade i Catalogue of Life.